# Bürde (Einheit)
Die Bürde war eine Gewichtseinheit, nach der Stahl gehandelt wurde. Das Maß galt in Pommern einschließlich Stettin, und man unterschied nach in- und ausländischen Erzeugnissen.

## Gewicht
In Stettin war
- 1 Bürde = 300 preuß. Pfund (Inland) (etwa 140,56 kg)
- 1 Bürde = 3 preuß. Zentner (Ausland) (etwa 154,62 kg)

In Wien
- 1 Bürde = 100 Pfund = 1 Zentner[2]

## Stück
Die Bürde war auch ein Zählmaß in Bayern. Eine Bürde oder Börd waren 5 Stück sogenannte Sohlhäute (Sohlenleder).